# 切り髪
切り髪（きりかみ）は日本の女性の髪形。江戸時代後期の身分の高い武家の後家が結った。
（さまざまな形があるが、ここでは芝居などで使われる最も知名度の高い形のものについて説明する）
正面から見ると通常の女髷と大きな違いはないが、後ろ髪を短く切り払っているため髷を結っていない。
垂髪の系統にあたる。

## 特徴
前髪、鬢、つとを取ってはいるものの、肝心の髷がないため、「元結掛け垂髪」（ポニーテール）が短くなったものと見なされる。
短く切った後ろ髪は、髷を結う代わりに組紐で根元を巻いて垂らしておく。服喪の髪形であるため、髪飾りといえる物は櫛程度しか使わない。